# قطعنامه ۹۸۶ شورای امنیت
قطعنامه  ۹۸۶ شورای امنیت سازمان ملل متحد که در تاریخ ۱۴ آوریل ۱۹۹۵ تصویب شد، سندی بین‌المللی دربارهٔ عراق است. این قطعنامه طی نشست ۳۵۱۹ام با ۱۵ رای موافق، ۰ مخالف و ۰ ممتنع تصویب شد.
مطابق قطعنامه ۹۸۶ شورای امنیت عراق می‌توانست محصولات نفتی خود را صادر کرده و از عواید آن برای بهره گیری در جهت نیازهای انسانی (مواد غذایی و دارویی) استفاده کند، عراق ابتدا این قطعنامه را در ۱۵ آوریل ۱۹۹۵ رد می‌کند ولی در نهایت در ۲۰ مه ۱۹۹۶ آن را می‌پذیرد.